# (2505) Hebei
(2505) Hebei ist ein Asteroid des Hauptgürtels, der am 31. Oktober 1975 am Purple-Mountain-Observatorium in Nanjing entdeckt wurde.
Der Name des Asteroiden ist von der nordchinesischen Provinz Hebei abgeleitet.